# Produto regional bruto
Produto regional bruto (PRB) ou é uma estatística que mede o tamanho da economia de uma região . É o agregado do valor acrescentado bruto (VAB) de todas as unidades produtoras residentes na região e análogo ao produto interno bruto nacional. O PRB inclui estimativas regionais nos três principais setores, incluindo seus subsetores, a saber:  
- Agricultura, pesca e silvicultura
- Setor da indústria: mineração e pedreira, manufatura, construção, eletricidade e água
- Setor de serviços : transporte, comunicação e armazenamento, comércio, finanças, propriedade de moradias e imóveis, serviços privados do governo.[2]O PRB é geralmente apresentado em termos nominais e reais. O PRB nominal mede o valor dos produtos da economia a preços correntes. O PRB real, conhecido como PRB a preços constantes, mede o valor da produção de uma economia usando os preços de um ano-base fixo. O produto regional buto real é útil para capturar o crescimento real do produto, uma vez que os efeitos inflacionários foram removidos. É, portanto, a medida de renda real mais amplamente utilizada."